# Associazione Calcio Bellinzona 2007-2008
Questa voce raccoglie le informazioni riguardanti l'Associazione Calcio Bellinzona nelle competizioni ufficiali della stagione 2007-2008.

## Stagione
La squadra fa il suo esordio in campionato il 21 Luglio 2007 contro il Lugano.

## Organigramma societario
Area direttiva
- Presidente: Manuele Morelli

Area tecnica
- Allenatore: Vladimir Petkovic

## Rosa
Aggiornata al 23.08.2007
| N. |                     | Ruolo | Calciatore             |
| -- | ------------------- | ----- | ---------------------- |
| 1  | Italia (bandiera)   | P     | Lorenzo Bucchi         |
| 2  | Italia (bandiera)   | D     | Davide Belotti         |
| 3  | Lituania (bandiera) | D     | Gediminas Paulauskas   |
| 4  | Italia (bandiera)   | C     | Ludovico Moresi        |
| 5  | Svizzera (bandiera) | D     | Alessandro Mangiaratti |
| 6  | Nigeria (bandiera)  | C     | Adewale Wahab          |
| 7  | Svizzera (bandiera) | D     | Angelo Raso            |
| 8  | Italia (bandiera)   | C     | Alessio Ferrazza       |
| 10 | Serbia (bandiera)   | C     | Ifet Taljević          |
| 11 | Camerun (bandiera)  | A     | Christian Pouga        |
| 12 | Italia (bandiera)   | A     | Corrado Grabbi         |
| 13 | Svizzera (bandiera) | D     | Paolo Carbone          |

| N. |                                 | Ruolo | Calciatore          |
| -- | ------------------------------- | ----- | ------------------- |
| 14 | Brasile (bandiera)              | A     | Francisco Neri      |
| 15 | Svizzera (bandiera)             | A     | Andrea Locatelli    |
| 16 | Svizzera (bandiera)             | A     | Dragan Mihajlović   |
| 17 | Romania (bandiera)              | A     | Cristian Ianu       |
| 18 | Svizzera (bandiera)             | P     | Stefano Deluigi     |
| 19 | Bosnia ed Erzegovina (bandiera) | D     | Senad Lulić         |
| 20 | Italia (bandiera)               | C     | Giuseppe Miccolis   |
| 22 | Svizzera (bandiera)             | C     | Manuel Rivera       |
| 24 | Serbia (bandiera)               | C     | Marko Anđelković    |
| 25 | Italia (bandiera)               | D     | Iacopo La Rocca     |
| 26 | Italia (bandiera)               | A     | Andrea Conti        |
| 30 | Svizzera (bandiera)             | P     | Gabriele Bernasconi |

## Risultati

### Challenge League
| Arbitro: | Wermelinger |

|  |           |                                                 |
|  | Marcatori | 5’ Adeshina 31’ Taljević 40’ Pouga 85’ Ferrazza |

| Arbitro: | Studer |

|                                |           |            |
| Pouga 10’ Lulic 32’ Riccio 66’ | Marcatori | 34’ Gaspar |

| Arbitro: | Meier |

|                                |           |                   |
| Valente 27’, 35’ Schneider 61’ | Marcatori | 24’, 56’ Adeshina |

| Arbitro: | Johann |

|                       |           |  |
| Pouga 2’ Adeshina 55’ | Marcatori |  |

| Arbitro: | Hänni |

|                           |           |                           |
| Lombardi 26’ Bengondo 84’ | Marcatori | 15’ Adeshina 63’ Taljević |

| Arbitro: | Grossen |

|                        |           |           |
| Adeshina 30’, 50’, 67’ | Marcatori | 36’ Etemi |

| Arbitro: | Laperriére |

|                                   |           |                        |
| Bieli 3’, 90’ Muff 5’ Thüring 43’ | Marcatori | 41’ Pouga 66’ Taljević |

| Arbitro: | Wildhaber |

|                         |           |            |
| Gherardi 56’ Riccio 62’ | Marcatori | 64’ Zarate |

| Arbitro: | Speranda |

|                       |           |                        |
| Moukoko 8’ Tréand 46’ | Marcatori | 76’ Pouga 90’ Taljević |

| Arbitro: | Bieri |

|  |           |                          |
|  | Marcatori | 76’ Olufemi 90’ Gherardi |

| Arbitro: | Schneider |

|          |           |                             |
| Läng 44’ | Marcatori | 12’ Taljević 54’, 60’ Pouga |

| Arbitro: | Bernold |

|                         |           |  |
| Nogueira 19’ Romero 21’ | Marcatori |  |

| Arbitro: | Meier |

|                    |           |              |
| Lulic 9’, 24’, 64’ | Marcatori | 86’ Gerhardt |

| Arbitro: | Hänni |

|  |           |                                |
|  | Marcatori | 6’ Pouga 46’ Raso 72’ Gherardi |

| Arbitro: | Johann |

|                     |           |             |
| Pouga 65’, 80’, 84’ | Marcatori | 19’ Bugnard |

| Arbitro: | Carrel |

|                        |           |            |
| Pouga 10’ Gherardi 59’ | Marcatori | 79’ Bühler |

| Arbitro: | Grossen |

|                          |           |  |
| Silvio 46’ Sabanovic 47’ | Marcatori |  |

| Arbitro: | Wermelinger |

|                        |           |             |
| Taljević 36’ Lulic 38’ | Marcatori | 42’ Guillou |

| Arbitro: | Speranda |

|                    |           |  |
| Neri 51’ Pouga 64’ | Marcatori |  |

| Arbitro: | Schneider |

|            |           |           |
| Diallo 90’ | Marcatori | 76’ Conti |

| Arbitro: | Bieri |

|            |           |                    |
| Thurre 90’ | Marcatori | 34’ Neri 90’ Lulic |

| Arbitro: | Petignat |

|                      |           |  |
| Pouga 12’ Riccio 20’ | Marcatori |  |

| Arbitro: | Carrel |

|                         |           |                                       |
| Neri 52’, 76’ Lulic 85’ | Marcatori | 10’ Zuffi 24’ Maksimovic 46’ Lombardi |

| Arbitro: | Bieri |

|  |           |           |
|  | Marcatori | 21’ Pouga |

| Arbitro: | Devouge |

|                     |           |  |
| Pouga 37’ Conti 90’ | Marcatori |  |

| Arbitro: | Rogalla |

|              |           |  |
| Magnetti 62’ | Marcatori |  |

| Arbitro: | Wildhaber |

|                                                     |           |  |
| Moresi 29’, 72’ La Rocca 59’ Taljević 60’ Conti 61’ | Marcatori |  |

| Arbitro: | Grossen |

|                          |           |  |
| Da Silva 36’ Katanha 43’ | Marcatori |  |

| Arbitro: | Circhetta |

|                                 |           |                                          |
| Lulic 3’ Neri 54’, 75’ Raso 90’ | Marcatori | 9’, 39’, 48’ Schultz 40’ (aut.) La Rocca |

| Arbitro: | Wildhaber |

|            |           |  |
| Rameau 87’ | Marcatori |  |

| Arbitro: | Speranda |

|  |           |                                 |
|  | Marcatori | 15’ Lulic 46’ Neri 61’ Taljević |

| Arbitro: | Graf |

|                         |           |           |
| Neri 46’, 62’ Pouga 56’ | Marcatori | 32’ Toure |

| Arbitro: | Petignat |

|           |           |          |
| Sturm 24’ | Marcatori | 5’ Pouga |

| Arbitro: | Grossen |

|                                     |           |                |
| Neri 9’ Taljević 46’, 90’ Lulic 69’ | Marcatori | 70’ Gavranovic |

### Spareggio Challenge/Super League
| Arbitro: | Rogalla |

|                                 |           |                       |
| Pouga 4’ Taljević 61’ Lulic 89’ | Marcatori | 71’ Ural 76’ Gelabert |

| Arbitro: | Laperrière |

|  |           |                    |
|  | Marcatori | 36’ Neri 90’ Lulic |

### Coppa Svizzera
| Arbitro: | Walker |

|  |           |                                                                                |
|  | Marcatori | 13’ Wahab 26’ Lulic 30’ Rivera 54’ Gherardi 57’ Olufemi 60’ Conti 73’ Ferrazza |

| Wohlen 20 ottobre 2007, ore 17:30 CEST Sedicesimi | Wohlen | 4 – 5 (d.c.r.) referto | Bellinzona | Niedermatten (1 125 spett.)\| Arbitro: \| Johann \| |
| Arbitro:                                          | Johann |                        |            |                                                     |

| Arbitro: | Studer |

|                       |           |             |
| Taljević 32’ Raso 90’ | Marcatori | 23’ Saborio |

| Arbitro: | Grossen |

|                         |           |             |
| Taljević 40’ Grabbi 55’ | Marcatori | 53’ Knöpfel |

| Bellinzona 27 febbraio 2008, ore 20:15 CEST Semifinali | Bellinzona  | 4 – 2 (d.c.r.) referto | Neuchâtel Xamax | Stadio Comunale (5 000 spett.)\| Arbitro: \| Wermelinger \| |
| Arbitro:                                               | Wermelinger |                        |                 |                                                             |

| Arbitro: | Zimmermann |

|                                                      |           |           |
| Derdiyok 31’ Majstorovic 62’ Streller 63’ Huggel 65’ | Marcatori | 58’ Pouga |

## Statistiche

### Statistiche di squadra
| Competizione                     | Punti | In casa | In casa | In casa | In casa | In casa | In casa | In trasferta | In trasferta | In trasferta | In trasferta | In trasferta | In trasferta | Totale | Totale | Totale | Totale | Totale | Totale | DR  |
| Competizione                     | Punti | G       | V       | N       | P       | Gf      | Gs      | G            | V            | N            | P            | Gf           | Gs           | G      | V      | N      | P      | Gf     | Gs     | DR  |
| -------------------------------- | ----- | ------- | ------- | ------- | ------- | ------- | ------- | ------------ | ------------ | ------------ | ------------ | ------------ | ------------ | ------ | ------ | ------ | ------ | ------ | ------ | --- |
| Challenge League                 | 69    | 17      | 15      | 2       | 0       | 49      | 17      | 17           | 6            | 4            | 7            | 25           | 22           | 34     | 21     | 6      | 7      | 74     | 39     | +35 |
| Spareggio Challenge/Super League | -     | 1       | 1       | 0       | 0       | 3       | 2       | 1            | 1            | 0            | 0            | 2            | 0            | 2      | 2      | 0      | 0      | 5      | 2      | +3  |
| Coppa Svizzera                   | -     | 3       | 3       | 0       | 0       | 8       | 4       | 3            | 2            | 0            | 1            | 14           | 8            | 6      | 5      | 0      | 1      | 22     | 12     | +10 |
| Totale                           | -     | 21      | 19      | 2       | 0       | 60      | 23      | 21           | 9            | 4            | 8            | 41           | 30           | 42     | 28     | 6      | 8      | 101    | 53     | +48 |